# 이철성 (1958년)
이철성(李哲聖, 1958년 6월 21일~)은 대한민국의 제20대 경찰청장이다. 경찰 역사상 최초로 11계급을 모두 거친 경찰청장이다.
1958년 6월 21일 경기도 수원시에서 태어났다. 1982년 25세에 경찰공채시험을 최종합격하며 순경으로 경찰에 입문, 1989년 32세에 제37기 경찰간부후보생 선발시험에 합격하며 경위로 임용되었다.
2016년 7월 28일 박근혜 정부에서 경찰청장으로 지명되어, 같은해 8월 24일 취임하였다. 2017년 5월 문재인 정부 출범 이후에도 계속 경찰청장을 맡다가 2018년 6월 15일 후임자(경찰대학 제4기 민갑룡)가 정해지자 임기 두 달여를 남긴 6월 29일 정년퇴임하였다. 이철성은 정년 퇴임하는 첫 경찰청장임과 동시에, 정부가 바뀌었음에도 중도 사퇴하지 않고 임기를 다한 최초의 경찰청장으로 기록되었다.

## 학력
- 지동초등학교
- 삼일중학교
- 고졸학력검정고시
- 국민대학교 행정학과 학사
- 연세대학교 행정대학원 행정학 석사

## 경력
- 1982년 3월~1982년 8월: 서울강동경찰서 마천2파출소 근무
- 1982년 8월~1984년 4월: 서울특별시 경찰국 101경비단 2중대 근무
- 1984년 4월~1988년 4월: 서울특별시 경찰국 101경비단 경호실 안전대책과 근무
- 1989년 4월: 경위 임관
- 1989년 5월~1990년 5월: 서울특별시 경찰국 101경비단 제2중대 5소대장
- 1990년 5월~1991년 3월: 서울지방경찰청 101경비단 제2중대 1소대장
- 1991년 3월~1992년 1월: 서울지방경찰청 101경비단 안내과 안내2계장
- 1992년 1월~1993년 4월: 평창경찰서 경비과장
- 1993년 4월~1994년 2월: 강원지방경찰청 상황실장
- 1994년 2월~1994년 5월: 서울지방경찰청 형사부 강력과 근무
- 1994년 5월~1994년 7월: 서울지방경찰청 형사부 형사과 근무
- 1994년 7월~1995년 3월: 서울동대문경찰서 경사계장
- 1995년 3월~1997년 2월: 경찰청 경무국 경무과 근무
- 1997년 2월~1997년 6월: 인천부평경찰서 수사과장 직무대행
- 1997년 6월~1998년 4월: 인천부평경찰서 수사과장
- 1998년 4월~1998년 7월: 인천계양경찰서 형사과장
- 1998년 7월~1998년 10월: 경찰종합학교 교무과 경무학과장
- 1998년 10월~1999년 3월: 경찰종합학교 교무과 수사학과장
- 1999년 3월~2000년 1월: 경찰종합학교 학생과장
- 2000년 1월~2001년 1월: 경찰청 경무기획국 인사교육과 상훈담당
- 2001년 1월~2004년 1월: 경찰청 경무기획국 인사교육과 인사담당
- 2004년 1월~2004년 7월: 경찰청 총무과 교육
- 2004년 7월~2005년 12월: 제45대 정선경찰서장
- 2005년 12월~2006년 12월: 제59대 원주경찰서장
- 2006년 12월~2008년 3월: 서울지방경찰청 22경찰경호대장
- 2008년 3월~2009년 3월: 제63대 영등포경찰서장
- 2009년 3월~2010년 12월: 경찰청 대변인실 홍보담당관
- 2010년 12월~2011년 11월: 경남지방경찰청 차장
- 2011년 11월~2012년 12월: 경찰청 경찰관리관
- 2012년 12월~2013년 4월: 경찰청 외사국장
- 2013년 4월~2013년 12월: 경찰청 정보국장
- 2013년 12월~2014년 8월: 제25대 경남지방경찰청장
- 2014년 9월 1일~ 2015년 8월 31일: 청와대 정무수석실 사회안전비서관
- 2015년 9월~2015년 12월: 청와대 정무수석실 치안비서관
- 2015년 12월~2016년 8월: 제32대 경찰청 차장
- 2016년 8월~2018년 6월: 제20대 경찰청장

## 진급
- 1982년: 순경 임용
- 1984년: 경장 승진
- 1987년: 경사 승진
- 1989년: 경위 임관
- 1992년: 경감 승진
- 1997년: 경정 승진
- 2004년: 총경 승진
- 2010년: 경무관 승진
- 2012년: 치안감 승진
- 2015년: 치안정감 승진
- 2016년: 치안총감 승진

## 서훈
- 2001년: 근정포장
- 2007년: 대통령 표창
- 2013년: 홍조근정훈장

## 논란
취임 전 인사청문회에서 1993년 음주운전 사고로 질책을 받았으며, 특히 사고 당시 경찰 신분을 밝히지 않고 처벌을 피한 것으로 밝혀져 논란을 빚었다. 내정 이후에는 박근혜 대통령 5촌 조카 살인사건 의혹에도 불구하고 재조사는 없다고 밝혀 이에 대한 비판 여론이 일었다.
2017년에는 박근혜 정부의 '비선 실세' 최순실이 우병우 전 청와대 민정수석 재직 당시 이철성을 경찰청장에 인사 청탁했다는 의혹을 받았다. 이철성은 이와 관련해 "전혀 아는 바 없다"고 밝혔다.